# 战斗网络 洛克人EXE
《战斗网络 洛克人EXE》（又译作，简称“洛克人EXE”），是卡普空於2001年3月21日發售於Game Boy Advance平台的一款動作角色扮演遊戲，是洛克人EXE系列的第一作，日本地區Game Boy Advance的首發遊戲之一。卡普空在2014年7月9日亦通过Virtual Console在线商店发行本作的Wii U版本。
与前几个系列定位的动作游戏不同，本系列为動作角色扮演遊戲，混合了即时战术游戏和卡片遊戲元素，玩家可以在游戏中自由操控两个角色行动。在网络世界行动时，战斗将随机实时进行，而玩家需要在网络世界灵活运用扩展程序“战斗芯片”来击败众多的电脑病毒。
本作由稻船敬二担任制作人，石原雄二担任主要美工，海田明里负责音乐制作，角色则由安间正博与江口正和负责设计。
《洛克人EXE》因其将动作元素与角色扮演元素融合，得到了許多好评，亦有部分人士认为该游戏的音乐与剧情设计欠佳。本作同时为后续作确立了战斗的基本形式，并一直延续至第六代，包括《流星洛克人》亦有其部分要素。

## 剧情
故事设定在21世纪的某一年（游戏中称为“20XX年”），为洛克人元祖系列的一个另类现实。在该世界，网络已经成为人类通讯，发展商业甚至是犯罪的主要方式。用户可以“插入”（访问）网络世界以及其它电子设备，并通过称作“网络领航员”的程序来浏览各个方面，如同现实世界一样。网络世界以及电子设备内部的工作部件都被拟人化的在虚拟世界中展示且可以与之互动，用户通常通过他们手中的类似小型计算机的智能终端“PET（PErsonal information Terminal），个人信息终端)”来操纵他们的网络领航员来实现上述行为，本作的剧情则主要叙述光热斗和洛克人这对组合。热斗是秋原镇上一名五年级的小学生，其父光祐一朗（简称光博士）是世界上顶尖的科学家之一，也是一名网络领航员研究员。故事没多久，热斗和洛克人便和其它领航员以及他们的操作者一起解决秋原镇周围发生的各种犯罪案件。在与这些作案者的对抗中，他们遇到过公交车被操纵爆炸，在大型聚会上氧气被抽走，整座城市的净水被冻结以及学生们被机器强行灌输知识等危急情况。在对抗的过程中二人组也经常碰见一位受政府委托调查网络世界的犯罪案件的官方网络对战员，伊集院炎山。炎山和他的领航员布鲁斯同热斗和洛克人可以算是竞争对手。
主角们最终得知这些犯罪案件都和一个名叫WWW的组织有关。WWW利用电脑病毒故意使其感染网络从而能够妨碍网络的正常运作并骇进重要信息。该组织的头目为威利博士，是热斗祖父光正博士曾经的同事。在合作的时期，威利精通于机器人而光正则精通于网络，他们的研究也正是网络领航员的雏形。政府切断了对威利的资助，转而投入到光正的网络领航员计划。威利在整个游戏中的计划则是收集四个究极程序从而促成“生命病毒”的建造。生命病毒是一种近乎无法摧毁的电脑病毒并具有擦除整个网络世界以及所有关联设备的能力。主角们于是侵入了WWW，但是洛克人却出现问题而无法运行。炎山赶到并给了热斗一个光博士制作的批处理文件(补丁)从而修复他的领航员。在接收文件“彩斗”后，热斗向爸爸询问了这个名字的含义，便得知洛克人是由热斗的父亲制作的一个特别的领航员。热斗的双胞胎哥哥，彩斗因心脏病而夭折，光博士便将彩斗的意识注入洛克人中，从而能够使得兄弟俩建立起特殊的现实和虚拟的纽带。最终，热斗和洛克人击败了威利博士，摧毁了生命病毒并返回了秋原镇。

## 游戏系统

战斗在6*3的网格上进行，此时洛克人的装备为“冲刺攻击(Dash Attack)”芯片

同前作以动作游戏为主的洛克人系列不同，该游戏为即时战术角色扮演游戏。玩家如果想要在游戏中推进剧情则必须在游戏中的两个世界操纵光热斗和洛克人，每一个角色都有着特定的任务以促进另一方的任务推进。如果玩家操作光热斗，玩家可以在世界地图范围游走，和非玩家角色进行互动，检查邮件，购买物品，发起网络任务或者通过PET与洛克人对话。对比传统的洛克人系列关卡之间战斗与人物移动均为同一个人物设定，EXE的战斗仅在网络世界同病毒或头目进行战斗时才发生。网络世界由各种分支路径和节点组成，洛克人可以访问新的或者以前已经访问过的地点，并在各地点寻找或购买物品以及消灭病毒。战斗并非在网络世界的一个特定地点标示而是将会在洛克人移动时随机遇敌。战场本身由2组9块方格组成，其中一组洛克人可以自由移动，另一组则为敌人的领域。和其它洛克人系列类似，洛克人.EXE拥有一把臂式加农炮“洛克炮”。玩家可以在洛克人所处的方格中自由移动并向病毒开火，每局战斗通过将病毒的HP降为0以完成消灭病毒的目的。如果洛克人被击倒，游戏即结束。游戏中可以寻找到一些特定的威力提升程序来提升洛克人的HP，防御力或者洛克炮的攻击力。
单独使用洛克炮的威力是相当弱的，为了更有效地消灭病毒，玩家必须使用特殊技能“战斗芯片”。 战斗芯片是包含数据的次要程序，领航员可以通过装备芯片来实现强有力的攻击，召唤其它领航员寻求帮助或者执行功能性行动比如恢复HP以及减小敌方的移动范围。战斗芯片则由热斗的PET通过“自定义”的过程来传输给洛克人，尽管玩家自定义时只能选择同类或者同编号的芯片，但每一局玩家都有随机五种芯片组合选择。当自定义缓冲条在战斗过程中填满时，玩家可以从“文件夹”选择另一随机组的芯片，在任何给定时间自定义程序只能随机选取文件夹充填的30个芯片，且文件夹中只能存放10个相同种类的芯片以及5个领航员召唤芯片，然而玩家在游玩时也可能在非活动的文件夹取得随机数量的芯片。每一枚芯片和敌人都具有五种属性：无属性，火，水，电以及木。如果洛克人发动带有与敌人相克的属性的攻击，伤害值将为两倍。
《洛克人EXE》有着非常有限的多人游戏选项，两个玩家可以通过连接线将游戏机连接在一起进行芯片交换或交易。玩家也可以和另一个玩家联机对战，“测试对战”模式不含赌注而“真实对战”模式则允许胜者从败者那里拿取一枚芯片。

## 开发与发行
开发者最初的概念是想将其做成一个恐怖游戏，在任天堂掌机RPG宝可梦大获成功时，卡普空效仿了任天堂的案例，在最新款的掌机Game Boy Advance上开发并发行了《洛克人EXE》，而不是像制作洛克人DASH那样只在传统动作平台上为洛克人系列进行扩展。在制作《洛克人EXE》时，总监安间正博遇到一个难题，那便是将动作游戏的特点和“在宝可梦游戏中获得的乐趣”混合在一起，且能使其好玩，新奇。他回忆道制作过程充满困难，因为当时根本没有这种游戏的先例。制作人稻船敬二表示开发组想要在洛克人系列添加一种“真实世界”的感觉，便将《洛克人EXE》的主角设置在互联网普及的时代。GBA游戏机的发行使得开发组察觉到他们应该针对现代游戏玩家，尤其是儿童，让他们作为新系列的游玩者 。开发者们认为这样一个主题不仅很成功且很贴切，因为这些年轻的玩家们正是伴随着这些科技所成长，同时也利用着这些科技成果 。为了保证游戏的人气，卡普空亦将该游戏动画化，且安排在下午场，同时举办玩家之间一对一的对战比赛并且在特别活动中为粉丝们提供独家内容。
稻船敬二将洛克人的主角重新设计为洛克人EXE这一成就归功于自己，不过他讲述道角色设计师们不太愿意将责任交给他，甚至在此之后改变了他的设计图。游戏人物的初期概念设计经历了非常多的改动直到最后采用了一个更为简单的设计，以至于小孩子都能够简简单单画出来。石原雄二担任了游戏角色的主要美工，游戏中每一个头目都被特别设计，他们的身体都可以表现出特定的主题。比如石头人.EXE就被描绘的像是一座由石砌筑成的巨大城堡。还有一些头目和洛克人元祖系列的同行相像，其它的头目就和这些人形的大相径庭。石原雄二解释道，美工们之所以在这些角色之间选择大小和形状是为了能给熟悉经典洛克人系列的玩家们一些惊喜。本作的音乐由海田明里制作，她也担任该系列第五作的音乐担当。本作22首原声带都收录在2002年12月18日由Suleputer在日本发行的Rockman EXE 1 ~ 3 Game Music Collection专辑里。
日本地区于2000年8月首次公布该游戏，本作也是为当时即将发布的GBA所制作的四个首发游戏之一。同月，该游戏的预览版在Nintendo Space World展出，不过全场140台机器只展示了2台。9月份该游戏在东京电玩展的5个售货亭展出。该系列的设计师江口正和与安间正博称该游戏的Beta版本已经包含了玩家在学校的电子黑板内与恶毒的木头人.EXE对战的情节。游戏于2001年3月21日在日本同GBA游戏机一并发行。该游戏的电视广告里有洛克人和热斗的台词，但是与动画不同，广告中为角色配音的声优为松冈由纪；广告的主题曲Neo Venus由日本摇滚乐团圣女贞德演唱。游戏于2001年5月17日，电子娱乐展的前一天公布将实现英文的本地化。10月31日游戏在北美发行，12月30日在欧洲发行。作为和卡普空签署的七条GBA游戏许可协议的一部分，育碧在PAL区发行了该游戏。该作的续集《战斗网络 洛克人EXE2》在2001年6月日本世界爱好博览会开幕前公布，参加博览会的人员可以往他们拥有的EXE卡带中下载领航员召唤芯片佛鲁迪.EXE。
本系列在集换式卡牌游戏的兴起之际发行，游戏中可收集的战斗芯片及程序创建的“文件夹”能够体现该时代的元素。

## 评价及影响
该游戏整体受到了好评，在GameRankings得到80%总分及Metacritic的79分（满分100）。游戏评论家们普遍喜爱该游戏的图像。IGN的Craig Harris，GameSpy的合作者James Fudge以及Game Informer的Kristan Brogger对游戏锐利及颜色丰富的画面风格以及充满未来性的语言环境有着深刻印象。就音乐而言，GameSpot的Justin Speer认为音乐与丰富的视觉元素搭配的恰到好处。Brogger则觉得音乐勉强可以接受，但是关掉也不会影响游戏主体。Harris对比指出“标准的日式调音本应可以有更多的变化”。评论家们对游戏的故事线给出不同的观点，尽管Brogger称之引人入胜，Harris则认为剧情是游戏的一大败笔，称其“小儿科”并且不喜欢其频繁使用计算机术语来为角色命名。Speer也总结了相似的观点，“是一个轻松却又比较傻的故事，但是玩游戏不需要那么太当真，所以也不应该太看重这点。”
本作的战斗系统被许多评论家着重指出并给出好评。1UP.com的Jeremy Parish在他的EXE系列十年回顾中认为EXE的第一代游戏有着糟糕的剧情，不平衡的游戏设计以及不怎么吸引人甚至是令人恼怒的环境导引，但是游戏的战斗系统却促成了游戏销售上的成功，且将传统的洛克人动作游戏中的特点与RPG的元素相结合，并要求玩家具有“能够结合敏锐思维和快速反应的能力”。Speer同时认为游戏中的战斗场景恰当的吸取洛克人系列的精髓，称其为最原始且最引人注目的特征。Harris同样认为战斗系统是经过精心设计的，令其在传统日本角色扮演游戏中成为一股清流，这也赋予了游戏魅力，且对游戏有限的多人游戏模式添加了具有赞赏性的补充。Fudge总结战斗系统为“非常容易学会，但是很难精通--然而很令人满意”,且随机遇敌机制使其更像一部角色扮演游戏。Brogger认为游戏系统深入浅出，但是菜单有时却很笨重并且战斗时而重复进行。
本作销量排在日本销售图表的第12名，在发行的第一周销售了约43048份，2001年在日本的销售总额为224837份，并被电击Online杂志列为2001年日本销量最高电子游戏第50名。《洛克人EXE》的成功促使其诞生多部续作及其它家用平台、手机及街机上的衍生作品，亦播出了电视动画且发售了大量的周边产品。卡普空决定停止开发新《洛克人EXE》游戏后，该系列的续作《流星洛克人》于2006年开始发行。
2009年卡普空在任天堂DS平台上发行了该作的重制版《洛克人EXE·流星行动》，融合了流星洛克人系列的元素。